# Hệ số di truyền

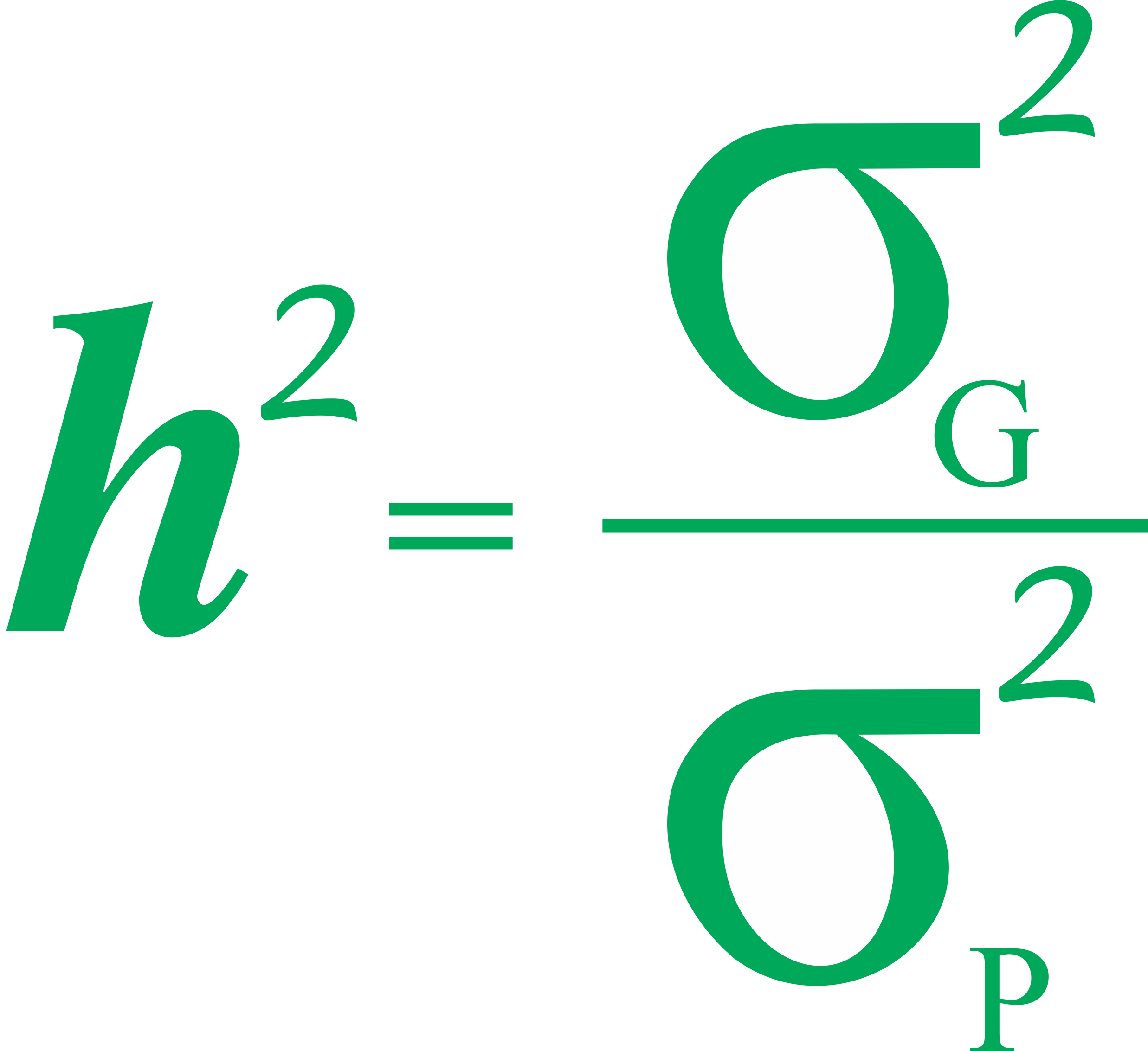
Công thức tính hệ số di truyền

Hệ số di truyền (Heritability) là một thuật ngữ sử dụng trong công tác giống cây trồng, vật nuôi; là một thông số di truyền quan trọng trong quần thể, chỉ mức độ di truyền cao hay thấp của một tính trạng.
Hệ số di truyền được tính bằng tỷ lệ giữa phương sai kiểu di truyền với phương sai kiểu hình, như vậy, giá trị hệ số di truyền càng cao thì mối quan hệ giữa giá trị kiểu hình và giá trị di truyền càng cao.
Trong công thức tính hệ số di truyền:
- h²: là hệ số di truyền
- {\displaystyle \sigma _{G}^{2}} là phương sai kiểu di truyền;
- {\displaystyle \sigma _{h}^{2}} là phương sai kiểu hình.